# Simulium pseudoamazonicum
Simulium pseudoamazonicum är en tvåvingeart som beskrevs av Perez och Peterson 1981. Simulium pseudoamazonicum ingår i släktet Simulium och familjen knott.
Artens utbredningsområde är Venezuela. Inga underarter finns listade i Catalogue of Life.